# کیم روی ها
کیم روی‌ها (کره‌ای: 김뢰하؛ زادهٔ ۱۵ نوامبر ۱۹۶۵) بازیگر اهل کره جنوبی است. نقش‌های قابل توجه او شامل یک کارآگاه در خاطرات قتل (۲۰۰۳) و یک گنگستر در زندگی تلخ و شیرین (۲۰۰۵) است.
کیم روی‌ها در سال ۲۰۰۱ برندهٔ جایزهٔ بهترین بازیگر مرد در جوایز تئاتر دونگا ایلبو به خاطر به تصویر کشیدن شاه یون‌سان‌گون چوسان در تئاتر یی شد. کیم در سال ۲۰۱۰ دوباره این نقش را بازی کرد.

## فیلم‌شناسی

### مجموعه تلویزیونی
- پازل جنایت (۲۰۲۱)[۸]
- جاده: یک تراژدی (۲۰۲۱)
- بگذار معرفی کنم (۲۰۱۸)
- درگوشی (۲۰۱۷)
- صدا (۲۰۱۷)
- بدرخش یا دیوانه شو (۲۰۱۵)
- نسل الهام بخش (۲۰۱۴)
- دختر امپراتور (۲۰۱۳–۲۰۱۴)
- جون ووچی (۲۰۱۲–۲۰۱۳)
- درام ویژه «ملاقه» (۲۰۱۲)
- نورها و سایه‌ها (۲۰۱۱–۲۰۱۲)[۹]
- گرل کی (۲۰۱۱)
- عشق شاهزاده خانم (۲۰۱۱)
- افسانه میهن پرستان (۲۰۱۰)
- سایه خورشید (۲۰۰۹)
- اسلینگ شات (۲۰۰۹)
- زادگاه افسانه‌ها «داستان اهریمن» (۲۰۰۸)
- ایلجیما (۲۰۰۸)
- چگونه یک همسایه کامل ملاقات کنیم (۲۰۰۷)
- جنگ پول (۲۰۰۷)
- عاشقان (۲۰۰۶)
- ویژه زندگی من (۲۰۰۶)

### مجموعه اینترنتی
- اتصال (۲۰۲۲)[۱۰]
- پادشاهی: آشین شمالی (۲۰۲۱)[۱۱]

## جوایز
- ۲۰۰۱ جوایز تئاتر دونگا ایلبو: بهترین بازیگر مرد (یی)